# آيت لحسن أسعيد (أكلمام أزكزا)
آيت لحسن أسعيد هي إحدى مشيخات المملكة المغربية، تتبع جغرافيا لإقليم خنيفرة وإداريًا لأكلمام أزكزا. يقدر عدد سكانها بـ 1002 نسمة حسب الإحصاء الرسمي للسكان والسكنى لسنة 2004.